# Deutscher Filmpreis/Beste visuelle Effekte und Animation
Seit 2020 wird der Deutsche Filmpreis auch in der Einzelleistungs-Kategorie Beste visuelle Effekte und Animation vergeben.

## 2020er Jahre
2020
Jan Stoltz, Claudius Urban – Die Känguru-Chroniken
- Frank Kaminski – Berlin Alexanderplatz
- Sven Martin – Ich war noch niemals in New York

2021
Denis Behnke – Tides
- Frank Schlegel – Jim Knopf und die Wilde 13
- Michael Wortmann – Schachnovelle

2022
Dennis Rettkowski, Markus Frank, Tomer Eshed – Die Schule der magischen Tiere
- Denis Behnke – Stasikomödie
- Thomas Loeder – Rabiye Kurnaz gegen George W. Bush

2023
Frank Petzold, Viktor Müller – Im Westen nichts Neues
- Johannes Blech – The Ordinaries
- Dennis Rettkowski, Tomer Eshed, Markus Frank – Die Schule der magischen Tiere 2

2024
Kariem Saleh und Adrian Meyer – Die Theorie von Allem
- nominiert:
  - Marco Del Bianco und Benedict Neuenfels – Stella. Ein Leben.
  - Manfred Büttner – Der Fuchs
  - Juri Stanossek, Apollonia Hartmann und Jan Burda – Girl You Know It’s True

2025
Jan Stoltz und Franzisca Puppe – Hagen – Im Tal der Nibelungen
- nominiert:
  - Robert Pinnow – Das Licht
  - Max Riess, Sven Martin und Bernie Kimbacher – Woodwalkers